# Појпу (Хаваји)
Појпу (енгл. Poipu) насељено је место за статистичке потребе у америчкој савезној држави Хаваји. По попису становништва из 2010. у њему је живело 979 становника.

## Демографија
Према попису становништва из 2010. у граду је живело 979 становника, што је -96 (-8.9%) становника више него 2000. године.
| Група             | 2000.       | 2010.       |
| Белци             | 734 (68,3%) | 612 (62,5%) |
| Афроамериканци    | 1 (0,1%)    | 2 (0,2%)    |
| Азијати           | 182 (16,9%) | 134 (13,7%) |
| Хиспаноамериканци | 45 (4,2%)   | 80 (8,2%)   |
| Укупно            | 1.075       | 979         |